# Japoon-Nationalpark
Der Japoon-Nationalpark (engl.: Japoon National Park) ist ein Nationalpark im Nordosten des australischen Bundesstaates Queensland.

## Lage
Er liegt 1.306 km nordwestlich von Brisbane, etwa 30 km nördlich von Tully und rund 30 km südwestlich von Innisfail.
Der Park schließt im Osten an den Tully-Gorge- und den Wooroonooran-Nationalpark an.

## Landesnatur
Er liegt an der Nordostabdachung der Walter Hill Range. Das Gelände besitzt Seehöhen von 100–600 m. Nach Osten fließt der Japoon Creek ab.

## Flora und Fauna
Dichter tropischer Regenwald bedeckt die Gebirgshänge.
Der Park ist Teil der Wooroonooran Important Bird Area, die von BirdLife International als solche ausgewiesen wurde, weil sie verschiedenen Vogelarten der Wet Tropics of Queensland einen Lebensraum bietet. Zu diesen Vögeln gehören insbesondere auch Kasuare, von denen nur noch 1.000–1.500 Exemplare im nördlichen Queensland existieren.

## Zufahrt
Der Nationalpark ist die Japoon Road (Ausfahrt Kurrimine des Bruce Highway) erreichbar. 12 km westlich des Highway liegt die Ortschaft Japoonvale.